# Богоматерь Умиление злых сердец
«Богоматерь Умиление злых сердец» — картина Кузьмы Сергеевича Петрова-Водкина, написанная в 1914—1915 годах.
Свою карьеру Петров-Водкин начал с создания образа Богоматери с Младенцем на стене церковной апсиды Ортопедического института доктора Вредена в Александровском парке на Петроградской стороне. К образу Богородицы он вернулся много лет спустя. В 1913—1915 годах Петров-Водкин работал над росписями в соборах Кронштадта и Сум. Видимо, именно с этим связано появление этой картины, а также картины «Мать» (1915), где Мадонна с Младенцем предстаёт в образе молодой крестьянки, кормящей ребёнка грудью.
Художник назвал свою картину «Богоматерь Умиление злых сердец», а в православной иконографии есть тип иконы «Умягчение злых сердец», перед которой обычно молятся об умиротворении враждующих и об умягчении злых сердец, при вражде или гонениях. Картина была написана Петровым-Водкиным в годы Первой мировой войны и представляет собой отклик художника на трагические события того времени. Небольшое по размерам полотно воспринимается как монументальное произведение. Художник представил оплечное изображение Богородицы в ярко-алом мафории с поднятыми руками в позе Оранты. Руками Она как бы стремится успокоить или благословить тех, кто смотрит на Неё. Слева видна фигура Богородицы с младенцем Иисусом, а справа — фигура распятого Христа. Выражение лица у неё спокойное. Петров-Водкин создал трепетный и возвышенный образ, один из самых сильных по глубине воздействия в своём творчестве.
Картина находилась в коллекции известного ученого Б. Н. Окунева (Ленинград). Его наследницы — супруга Наталья Николаевна и дочь Кира Борисовна — в 1980-х годах составили завещание о передаче картины (в составе большой коллекции живописи и графики) в собрание Государственного Русского музея.